# Ernst Eskhult
Ernst Wilhelm Eskhult, ursprungligen Svensson, född 20 oktober 1880 i Lannaskede församling, Jönköpings län, död 24 juli 1955 i Jönköping, var en svensklantbrukare och politiker (bondeförbundare). 
Ernst Eskhult var i riksdagen först känd som Svensson i Eskhult. Han var ledamot av första kammaren från 1919, invald av Skaraborgs läns valkrets, och från samma år även ledamot av Skaraborgs läns landsting.